# 톰 스터리지
톰 스터리지(Tom Sturridge, 1985년 12월 5일 ~ )는 영국의 배우이다. 토니상에 두 차례, 로런스 올리비에상에 한 차례 후보로 올랐다.

## 약력
런던 램버스 출신으로, 아버지 찰스 스터리지는 영화 감독이며, 어머니 피비 니컬스와 외할아버지 앤서니 니컬스, 외할머니 페이스 켄트는 모두 배우이다. 스터리지 역시 그 영향으로 어린 시절 어린이 배우로 데뷔하였다. 또한 여동생 마틸다 스터리지도 배우로 활동하고 있다.
절친한 배우 로버트 패틴슨과 함께 런던 사립 해러디언 스쿨에 다녔고, 이후 윈체스터 칼리지에 들어갔다.
2011년부터 2015년까지 배우 시에나 밀러와 교제하였다. 2012년 7월 딸 말로 스터리지가 태어났다.

## 출연 작품

### 영화
- 빙 줄리아 (2004)
- 라이크 마인드 (2006)
- 락앤롤 보트 (2009)
- 송 투 송 (2017)
- 저니스 엔드 (2017) - 히버트 역
- 메리 셸리: 프랑켄슈타인의 탄생 (2017) - 바이런 역

### 텔레비전
- 이마 베프 (2022)
- 샌드맨 (2022-현재)